# Интершум
Интершум в видеосъёмке — набор звуковых событий, имитирующий или передающий атмосферу окружающего пространства; некоторый «задний план» звуков.
Примеры:
- при футбольной трансляции — интершум — какофония звуков стадиона;
- при трансляции концерта — интершум — аплодисменты зрительского зала;
- при записи видео школьной линейки — фон этого события — гудеж задних рядов, шелест ветра и т. д.

Пишут интершум на накамерный микрофон, который улавливает все окружающие шумы. Когда нет закадрового текста, интершум идёт в эфир полностью (с тем уровнем громкости, который был во время съёмки). Когда имеется и закадровый текст, уровень интершума снижают при монтаже. Полностью интершум обычно не убирают, так как он создаёт «эффект присутствия» в месте, с которого производилась съёмка.